# Seznam narodnih herojev Jugoslavije (F)
Seznam narodnih herojev Jugoslavije, katerih priimki se začnejo na črko F.

## Seznam
- Anton Ferjančič Zvonko (1915–1990), z redom narodnega heroja odlikovan 27. novembra 1953.
- Ahmet Fetahagić (1913–1944), za narodnega heroja proglašen 10. septembra 1949.
- Mirko Fiket (1899–1976), z redom narodnega heroja odlikovan 24. julija 1953.
- Mirko Filipović (1912–1944), za narodnega heroja proglašen 26. julija 1949.
- Stjepan Stevo Filipović (1916–1942), za narodnega heroja proglašen 14. decembra 1949.
- Čede Filipovski Dame (1923–1945), za narodnega heroja proglašen 1. avgusta 1949.
- Drago Flis - Strela (1921–2019), z redom narodnega heroja odlikovan 27. novembra 1953.
- Rifat Frenjo (1922–1943), za narodnega heroja proglašen 24. julija 1953.
- Stjepan Funarić Jota (1921–1979), z redom narodnega heroja odlikovan 27. novembra 1953.